# Pro Vita
Føroya Pro Vita är en färöisk antiabortorganisation på kristen grund, grundad den 12 juni 1992.
Pro vita är latin och betyder För liv. Namnet anspelar på den internationella Pro-liferörelsen som man är en del av.